# Forfait
Forfait en forfaitair zijn termen in het Nederlands belastingrecht die worden gebruikt om aan te duiden dat in een bepaald geval niet de werkelijke situatie, maar een veronderstelde situatie de heffingsgrondslag vormt voor belasting. Men neemt bijvoorbeeld niet de reële kosten en baten die samenhangen met een bepaalde situatie als grondslag voor belastingheffing, maar de kosten en baten die een belastingplichtige wordt geacht te hebben genoten of geleden. In het algemeen wordt daarbij een bepaald standaardpercentage toegepast op de bron die de kosten en baten genereert. Op die manier kan door een fiscale vuistregel relatief eenvoudig de hoogte van een heffingsgrondslag of een belasting worden bepaald.

## Ratio
Redenen die men kan aanvoeren voor het gebruik van forfaits is dat het bepalen van een heffingsgrondslag in veel gevallen anders te gecompliceerd, te tijdrovend of zelfs praktisch onmogelijk zou worden. Hoe kan men bijvoorbeeld het genot van het eigen huis in geld uitdrukken? Omdat men deze voordelen toch wil belasten, wordt er behalve de hypotheekrenteaftrek bij het eigenhuisbezit uitgegaan van een forfaitair voordeel van in het algemeen 0,55% van de WOZ-waarde dat wordt verondersteld alle kosten en baten van het huis te dekken. Discussie over de bewijsbaarheid van bepaalde kosten en baten wordt hierdoor bovendien voorkomen.

## Voorbeelden
Voorbeelden van heffingen die op forfaitaire basis tot stand komen:
- autokostenforfait, fiscale bijtelling van de auto in box 1
- eigenwoningforfait in box 1
- reiskostenforfait, afgeschaft, aanleiding voor kabinetscrisis in 1989
- vermogensrendementsheffing in box 3

## Forfaitair en fictief
Soms worden de termen forfaitair en fictief door elkaar gebruikt. Toch is de betekenis niet dezelfde. Waar sprake is van een forfait is ook altijd sprake van een fictie, maar niet andersom: waar sprake is van fictie, is niet altijd sprake van forfait. Zo is het vermogensrendement dat in box 3 op forfaitaire wijze wordt bepaald, altijd een fictie, tenzij heel toevallig dit rendement ook in werkelijkheid exact 4 % bedraagt. De fictieve dienstbetrekking, waarbij een situatie die eigenlijk geen dienstbetrekking is, maar fiscaal wel als zodanig wordt aangemerkt, is echter wel een fiscale fictie, maar heeft met forfait niets te maken.